# Saint-André-en-Bresse
Saint-André-en-Bresse é uma comuna francesa na região administrativa de Borgonha-Franco-Condado, no departamento Saône-et-Loire. Estende-se por uma área de 4,86 km². Em 2010 a comuna tinha 96 habitantes (densidade: 19,8 hab./km²).